# راستي لارو
راستي لارو (بالإنجليزية: Rusty LaRue)‏ مواليد 10 ديسمبر 1973 في وينستون-سالم، هو لاعب كرة سلة أمريكي معتزل تحول إلى التدريب بعد الاعتزال بدأ مسيرته الاحترافية في سنة 1996. يبلغ طوله 6 قدم 2 بوصة (1.9 م). اعتزل اللعب في 2004.

## فرق لعب لها
- شيكاغو بولز
- نادي سسكا موسكو لكرة السلة
- يوتاه جاز
- بالاكانسترو فاريزي

## إحصائيات المسيرة

### الموسم الاعتيادي
| السنة   | الفريق              | لعب | بدأ | دقيقة | ميداني% | ثلاثية | حرة   | ارتداد | صنع | استلاب | تصدي | نقطة |
| ------- | ------------------- | --- | --- | ----- | ------- | ------ | ----- | ------ | --- | ------ | ---- | ---- |
| 1997–98 | شيكاغو بولز         | 14  | 0   | 10.0  | .408    | .250   | .625  | .6     | .4  | .2     | .1   | 3.5  |
| 1998–99 | شيكاغو بولز         | 43  | 6   | 17.0  | .359    | .337   | 1.000 | 1.3    | 1.5 | .8     | .1   | 4.7  |
| 1999–00 | شيكاغو بولز         | 4   | 1   | 32.3  | .349    | .143   | .714  | 2.5    | 2.8 | 1.8    | .0   | 9.3  |
| 2001-02 | يوتاه جاز           | 33  | 0   | 16.4  | .395    | .340   | .857  | 1.5    | 2.2 | .5     | .2   | 5.8  |
| 2003-04 | غولدن ستايت ووريورز | 4   | 0   | 5.5   | .333    | 1.000  | .500  | .8     | .5  | .5     | .0   | 1.0  |
| المسيرة |                     | 98  | 7   | 16.0  | .376    | .318   | .841  | 1.3    | 1.6 | .6     | .1   | 5.0  |

### التصفيات
| السنة   | الفريق    | لعب | بدأ | دقيقة | ميداني% | ثلاثية | حرة  | ارتداد | صنع | استلاب | تصدي | نقطة |
| ------- | --------- | --- | --- | ----- | ------- | ------ | ---- | ------ | --- | ------ | ---- | ---- |
| 2001-02 | يوتاه جاز | 4   | 0   | 13.3  | .375    | .400   | .600 | 1.5    | 1.5 | .2     | .0   | 5.0  |
| المسيرة |           | 4   | 0   | 13.3  | .375    | .400   | .600 | 1.5    | 1.5 | .2     | .0   | 5.0  |

## روابط خارجية
- راستي لارو على موقع إن بي أي (الإنجليزية)
- راستي لارو على موقع سبورتس رفرنس (الإنجليزية)
- راستي لارو على موقع كرة السلة الأوروبية.كوم (الإنجليزية)
- راستي لارو على موقع كلية كرة السلة في سبورتس رفرنس.كوم (الإنجليزية)
- راستي لارو على موقع ريلجم (الإنجليزية)
- راستي لارو على موقع بروبوليرز (الإنجليزية)
- راستي لارو على موقع سبورتس رفرنس (الإنجليزية)
- راستي لارو على موقع سبورتس رفرنس (الإنجليزية)